# Свиньин, Василий Фёдорович
Василий Фёдорович Свиньин (4 марта 1865, Большая Кибья, Вятская губерния — 30 марта 1939, Ленинград) — русский и советский архитектор, инженер.

## Биография
Родился 4 марта 1865 года в селе Троицком Больше-Кибьинской волости Елабужского уезда Вятской губернии, близ Елабуги Вятской губернии, в бедной крестьянской семье. Рано потерял отца и, окончив четыре класса церковно-приходской школы, с девяти лет пошел работать — сначала в поле, а спустя три года подручным мальчиком к купцу — Николаю Дмитриевичу Стахееву, владельцу оптового магазина в Екатеринбурге. Благодаря покровительству учителя Павла Михайловича Вологодского, занимавшегося со Свиньиным живописью, рисунком и общеобразовательными предметами, в 1886 году Свиньин сдал экзамены при Елабужском реальном училище.
В Петербурге с 1883 года был строительным рабочим, десятником, помощником архитектора. Сначала учился на живописном отделении, потом окончил архитектурное отделение Императорской Академии художеств в 1892 году по мастерской Р. А. Гедике. Занимался ремонтом и реставрацией здания Академии художеств (строил батальную мастерскую в академическом саду (сохранилась), корпус для рабочих на литейном дворе, на чердачном помещении в главном здании сооружены мастерские с верхним светом для дипломников живописного факультета, преобразован академический сад), впоследствии ее хранитель.
Автор программы реставрации и реконструкции Михайловского дворца для размещения в нем Русского музея императора Александра III (1895—1898).
Автор проекта и руководитель строительства здания этнографического отдела Русского музея на Инженерной ул. (1900—1911).
В 1903 году совершил поездки в Германию, Францию и Италию для изучения обрабатывающих машин на гранильном производстве, необходимых при работах по оформлению интерьеров музея.
Умер в Ленинграде 30 марта 1939 года.

## Другие постройки
- Жилой дом для служащих Русского музея. Канал Грибоедова, 2. Санкт-Петербург
- 1895—1897 — интерьеры особняка Н. В. Спиридонова, Фурштатская ул., 58. Санкт-Петербург
- 1899—1906 — восстановление церкви св. Александра Невского в Абастумани (росписи М. В. Нестерова), у южной границы Грузии.

## Комментарии
1. ↑  Ныне — Большая Кибья в Можгинском районе Удмуртии[3].